# Planare Chiralität

Bestimmung der planaren Chiralität: Der grün markierte Teil des Moleküls liegt in der Chiralitätsebene. Man folgt den Regeln zur Bestimmung des Leitatoms (mit rotem Stern markiert) und beobachtet den Verlauf der ersten 3 Atome in Richtung Chiralitätsebene. Der Weg mit der höchsten Priorität bestimmt die Konfiguration.

Als planare Chiralität bezeichnet man einen Spezialfall der Chiralität, bei dem eine stereogene Einheit des Moleküls kein Chiralitätszentrum (zentrale Chiralität) oder Chiralitätsachse (axiale Chiralität), sondern eine Chiralitätsebene ist. Das bedeutet nicht, dass das Molekül frei von Chiralitätszentren oder Chiralitätsachsen sein muss. Planare Chiralität entsteht aufgrund der Anordnung von Substituenten innerhalb einer Ebene des Moleküls, die Chiralitätsebene. Die planare Chiralität wird durch die Stereodeskriptoren Rp oder Sp gekennzeichnet. Früher wurden stattdessen auch dementsprechend die Deskriptoren pR und pS verwendet. Um die Chiralität zu bestimmen, geht man wie folgt vor:
1. Man legt ein Pilotatom (Leitatom) fest und markiert dieses (alle Leitatome in den Abbildungen dieses Artikels mit einem roten Stern markiert). Dieses muss alle folgenden Bedingungen erfüllen:
  - Es liegt nicht selbst in der Ebene (Die Chiralitätsebenen aller Abbildungen dieses Artikels sind grün gefärbt).
  - Es ist an ein Atom gebunden, welches in der Ebene liegt.
  - Nach der Cahn-Ingold-Prelog-Konvention muss es die höchste Priorität aller infrage kommenden Atome außerhalb der Ebene besitzen.
2. Man betrachtet nun ausgehend vom Leitatom den Verlauf der ersten 3 Atome in der Ebene entlang der Seite mit der höchsten Priorität nach CIP-Konvention: Im Uhrzeigersinn ist es Rp, entgegen dem Uhrzeigersinn Sp.

## Aren-Komplexe
Auch in Aren-Komplexen wie z. B. Derivaten des Ferrocens kann planare Chiralität auftreten. Die Chiralitätsebene liegt in diesem Fall in der Ebene des planaren Aren-Liganden. Die planare Chiralität ist das Resultat unterschiedlicher Anordnung der Substituenten im Aren-Liganden. Zur Bestimmung der Chiralität geht man in diesem Fall wie folgt vor:
1. Man sucht innerhalb des Ringes des Aren-Liganden nach dem C-Atom, welches an einen Substituenten gebunden ist, der nach der Cahn-Ingold-Prelog-Konvention die höchste Priorität besitzt.
2. Man bestimmt die Priorität der Nachbar-C-Atome im Ring des Liganden ebenfalls nach CIP-Konvention.
3. Ein Modell-Tetraeder wird gezeichnet, welcher das Koordinationszentrum und die drei C-Atome enthält.
4. Entsprechend der CIP-Priorität dreht man den Tetraeder so, dass der Substituent mit der niedrigsten Priorität nach hinten zeigt und liest die Reihenfolge der CIP-Priorität ab: Im Uhrzeigersinn ist es Rp, entgegen dem Uhrzeigersinn Sp.

### Beispiele

Erklärung der Beispiele

## Historie
Der Begriff planare Chiralität wurde 1966 von Robert Sidney Cahn, Christopher Kelk Ingold und Vladimir Prelog in ihrem Artikel Specification of Molecular Chirality eingeführt, der in Angewandte Chemie International Edition veröffentlicht wurde.

## Anwendungen
Liganden mit planarer Chiralität haben Anwendung in enantioselektiver Synthese gefunden.